# Saint-Julien-en-Saint-Alban
Saint-Julien-en-Saint-Alban település Franciaországban, Ardèche megyében. Lakosainak száma 1464 fő (2022. január 1.). Saint-Julien-en-Saint-Alban Baix, Flaviac, Rompon, Saint-Cierge-la-Serre, Saint-Symphorien-sous-Chomérac és Saint-Vincent-de-Durfort községekkel határos.

## Népesség
A település népessége az elmúlt években az alábbi módon változott:
| Lakosok száma | 763  | 903  | 924  | 1238 | 1408 | 1495 | 1514 | 1461 | 1434 | 1464 |
|               | 1968 | 1982 | 1990 | 2006 | 2013 | 2015 | 2017 | 2019 | 2020 | 2022 |